# سینماهای ویو
سینماهای ویو (انگلیسی: Vue Cinemas) یک گروه سینمایی در کشور بریتانیا است.
این مجموعه که در سال ۲۰۰۳ تأسیس شده هم‌اکنون دارای ۸۵ مجموعه سینمایی و بیش از ۸۰۰ سالن که شامل ۲۶۵ سالن سه‌بعدی و ۲ سالن آی‌مکس میشود می‌باشد.